# Comuna Kolodeajne, Kovel
Kolodeajne (în ucraineană Колодяжне) este o comună în raionul Kovel, regiunea Volînia, Ucraina, formată din satele Budîșce, Kolodeajne (reședința) și Voloșkî.

## Demografie
Componența lingvistică a satului Kolodeajne
     Ucraineană (99,15%)
     Alte limbi (0,85%)
Conform recensământului din 2001, majoritatea populației satului Kolodeajne era vorbitoare de ucraineană (99,15%), existând în minoritate și vorbitori de alte limbi.